# بوبي بونيلا
بوبي بونيلا (بالإنجليزية: Bobby Bonilla)‏ هو لاعب كرة قاعدة أمريكي، ولد في 23 فبراير 1963 في ذا برونكس في الولايات المتحدة.

## وصلات خارجية
- بوبي بونيلا على موقعبيزبول رفرنس.كوم (الدوري الرئيسي) (الإنجليزية)
- بوبي بونيلا على موقعبيزبول رفرنس.كوم (الدوري الثانوي) (الإنجليزية)
- بوبي بونيلا على موقع مشجعي الرسوم البيانية (الإنجليزية)
- بوبي بونيلا على موقع IMDb (الإنجليزية)
- بوبي بونيلا على موقع ألو سيني (الفرنسية)
- بوبي بونيلا على موقع إن إن دي بي (الإنجليزية)
- بوبي بونيلا على موقع قاعدة بيانات الفيلم (الإنجليزية)
- بوبي بونيلا على موقع كينوبويسك (الروسية)